# Заря (славянофильский журнал)
«Заря́» — ежемесячный литературный и политический журнал, издававшийся в Санкт-Петербурге с января 1869 по февраль 1872 года. Редактор-издатель — Василий Владимирович Кашпирёв.
Идейной платформой «Зари» было позднее славянофильство, одним из важных памятников которою явилось опубликованное в ней сочинение Н. Я. Данилевского «Россия и Европа» (№ 1—6 и 8—10). «Заря» полемизировала с демократической и либеральной журналистики: «Отечественными записками», «Делом», «Вестником Европы» и др.
Большую роль в редакции играл Н. Н. Страхов, опубликовавший в «Заре» (1869, № 1 и 2; 1870 № 1) статьи о «Войне и мире» Л. Н. Толстого, в которых впервые была провозглашена мысль о мировом значении романа.
В «Заре» опубликован «Кавказский пленник» Л. Н. Толстого (1872, № 2), «Вечный муж» Ф. М. Достоевского (1870, № 1 и 2), произведения Ф. И. Тютчева, А. А. Фета, А. Н. Майкова, Я. П. Полонского, А. Ф. Писемского, К. Н. Леонтьева, Д. В. Аверкиева, Вс. В. Крестовского, В. П. Клюшникова, В. Г. Авсеенко, Д. Л. Мордовцева, С. В. Шолковича и др.
Журнал не нашёл широкой поддержки, а Кашпирёв с трудом протянул «Зарю» до 1872 года, потратив на неё всё своё состояние. Журнал перестали издавать из-за недостатка подписчиков.